# 白银西站
白银西站，位于中华人民共和国甘肃省白银市白银区，是包兰铁路、红会铁路段上的火车站，建于1956年，由兰州局集团管辖。

## 歷史
- 建于1956年。

## 車站周邊
- 白银市司法局
- 白银万盛大酒店
- 白银市实验中学
- 白银鸿森大酒店
- 白银汽车西站
- 甘肃省中医院白银分院
- 珍宝林艺术博览中心
- 白银市人民政府
- 盛源国际大酒店
- 白银市西区人民广场
- 白银世贸中心
- 甘肃银行白银分行营业部
- 白银市体育局
- 白银瑞南大酒店
- 中国工商银行白银西区支行
- 中国联通西区营业厅
- 中国人民银行白银市中心支行
- 兰州银行白银分行
- 中国建设银行白银广场支行

## 外部連結
- 中国铁路客户服务中心 （页面存档备份，存于）